# パレスチナの鍵

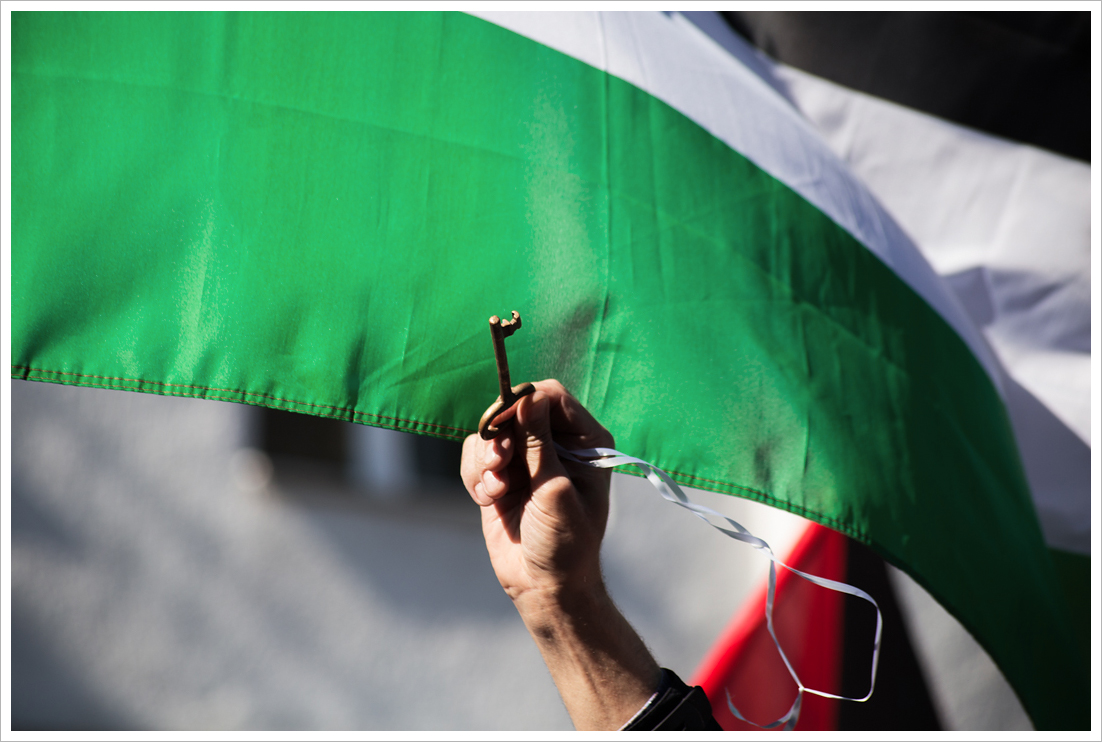
ベルリンのナクバの日のデモにおけるパレスチナの鍵。

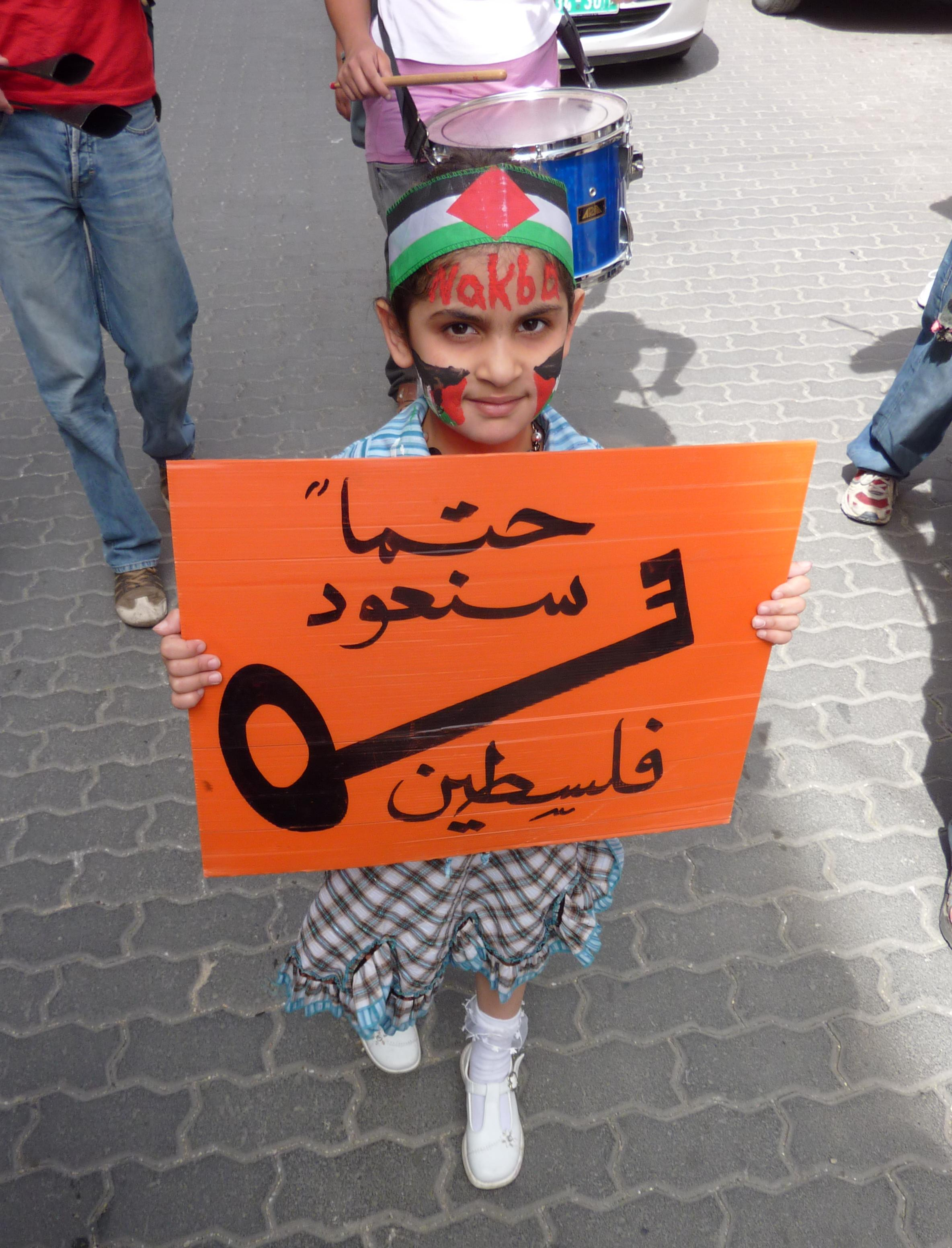
幼い少女と鍵のシンボル。2010年ナクバの日にアル＝ハリール（ヘブロン）にて。サインにはアラビア語で、「حتماً سنعود فلسطين（私たちは必ずパレスチナに戻ります）」と書かれている。

パレスチナの鍵（パレスチナのかぎ、英語: Palestinian key） は、1948年のパレスチナ人の追放と脱出で、委任統治領パレスチナの人口の半数以上が追放されるか、暴力から逃れ、その後パレスチナ人の帰還の権利を拒否された、ナクバにおいて失われた家（故郷）のパレスチナのシンボルである。鍵は、帰還の希望と失われた財産に対する請求の一部と見なされている。

## 概要
鍵は大きく、古風な様式のものである。 
拡大されたレプリカはパレスチナ難民キャンプ周辺でよく見られ、集団のシンボルとして世界中のパレスチナをサポートするデモで使用されている。

## 世界最大の鍵

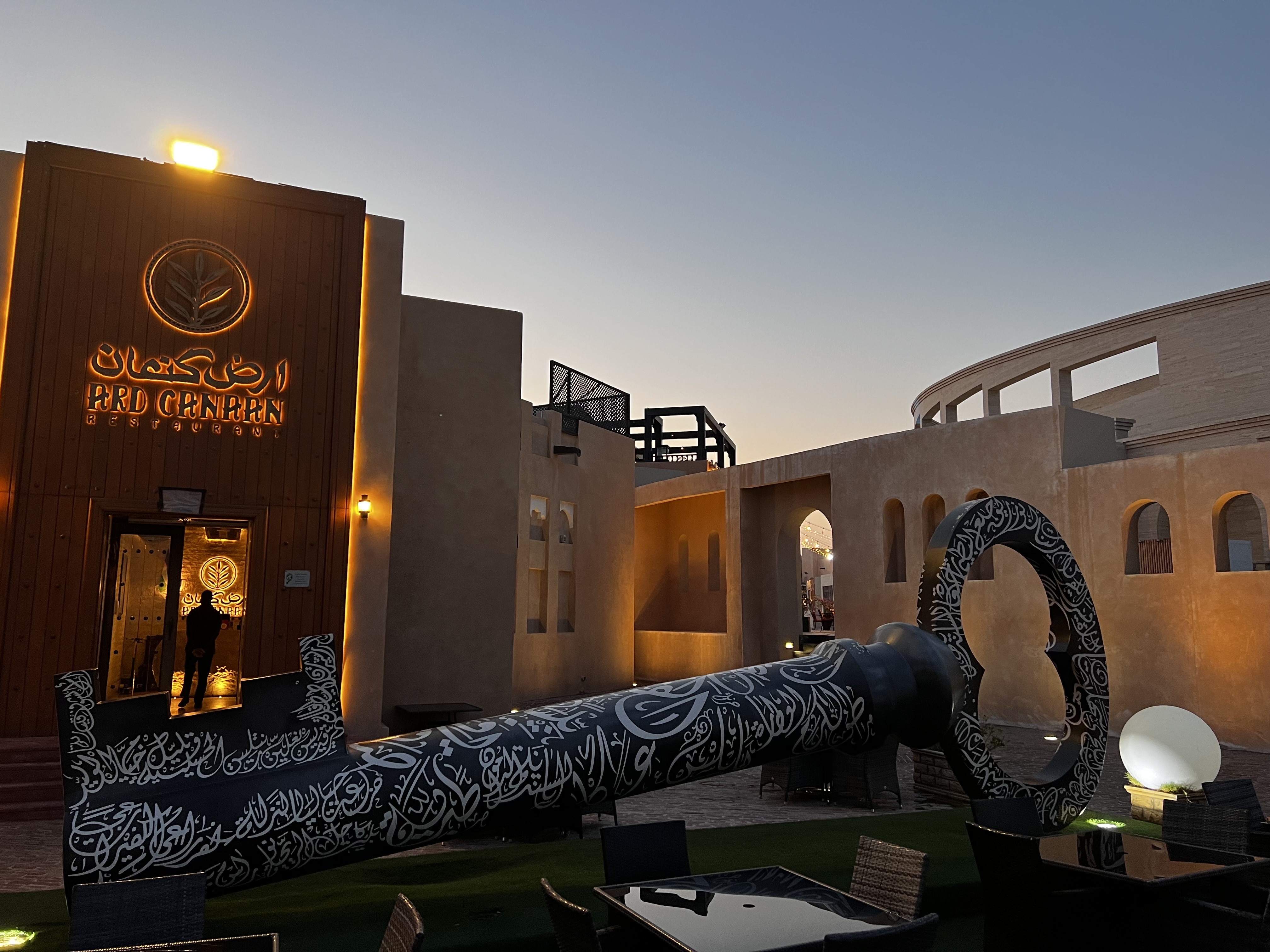
ナクバを象徴する「パレスチナの鍵」スタイルの世界最大の鍵（ギネス世界記録）。カタール・ドーハのカタラにて。

2016年以降、カタールのドーハのレストランが、重さ2.7トン、幅7.8メートル、高さ3メートルの世界最大の鍵のギネス世界記録を誇っている。

## ギャラリー

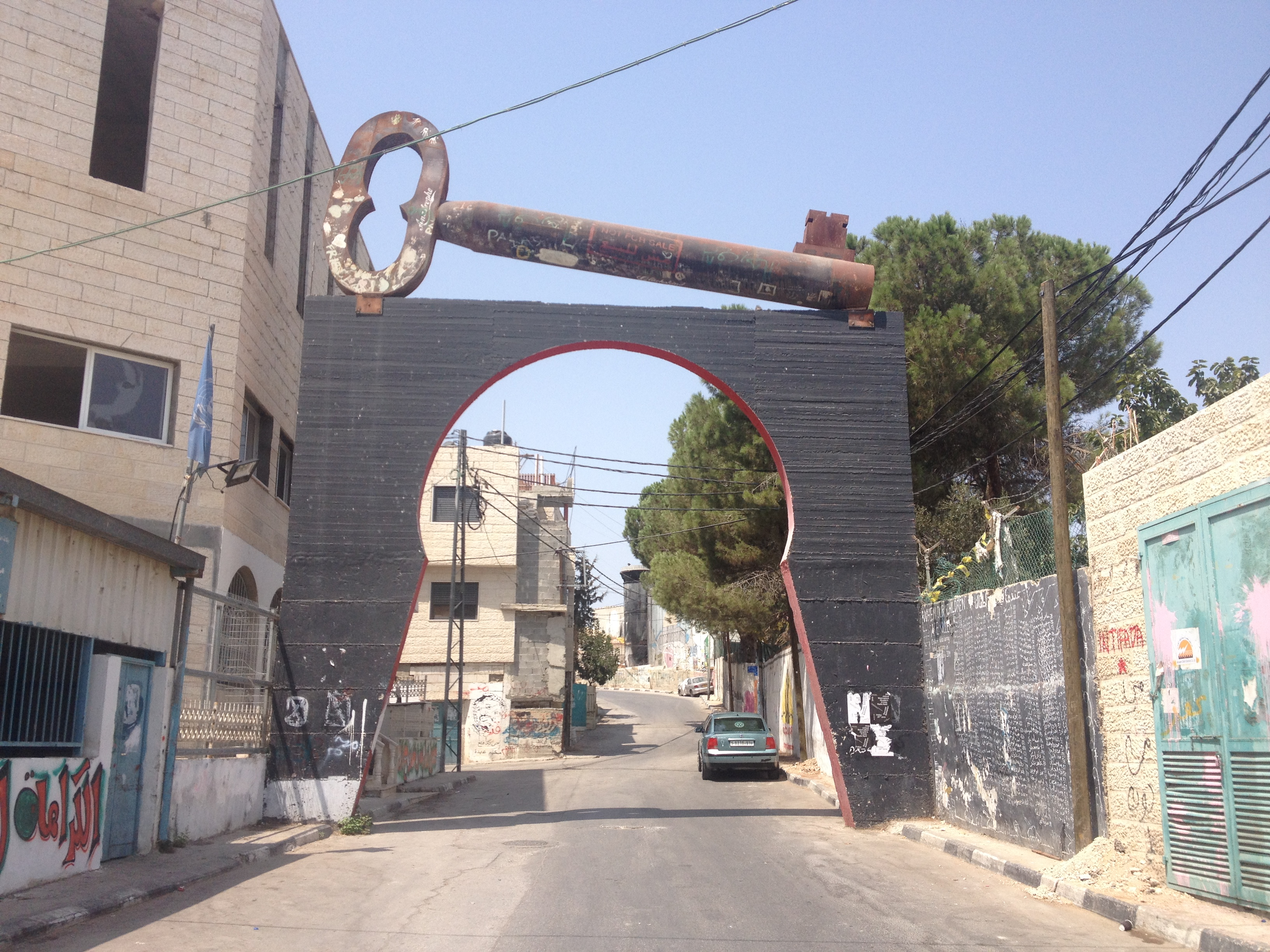
ベツレヘム近くのアイーダ難民キャンプ（英語版）入り口。
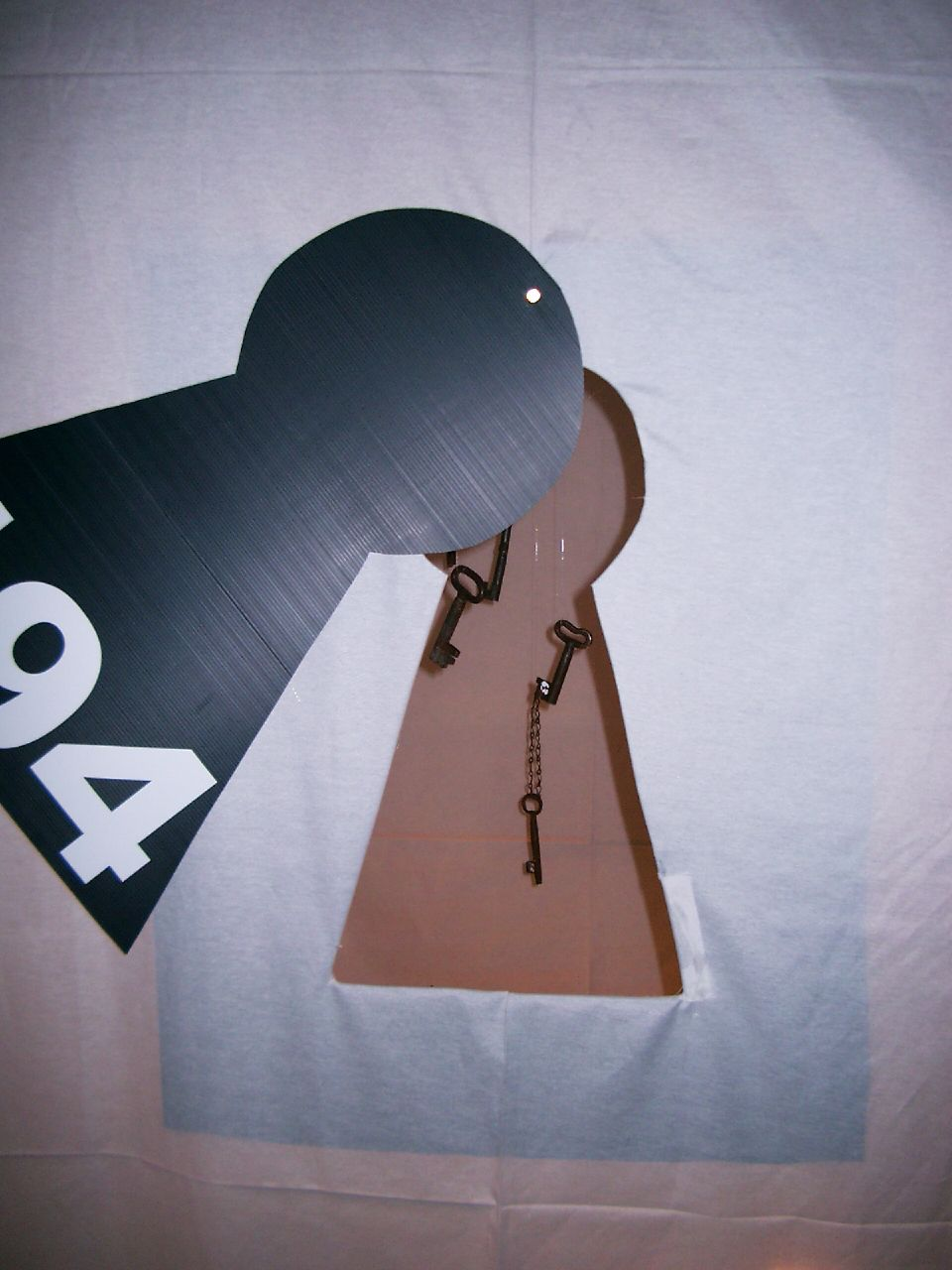
国連総会決議194号（英語版）を象徴するパレスチナのアート。
アラビア語の「平和」の文字に組み込まれた鍵。ヨルダン川西岸の壁のグラフィティ・アート（英語版）。
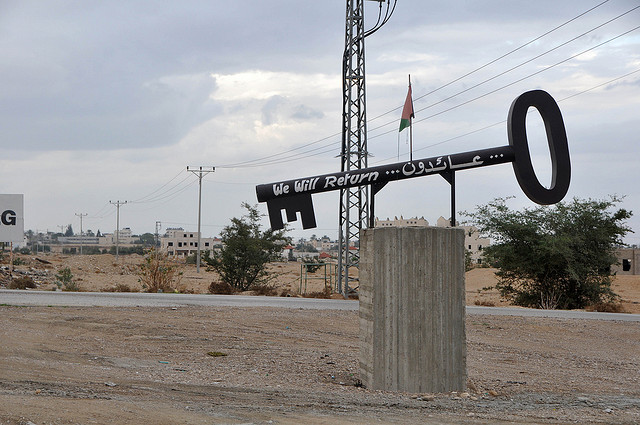
"我々は帰還する…"の言葉と共に。エリコ郊外にて。